# Xestoleberis arcturi
Xestoleberis arcturi is een mosselkreeftjessoort uit de familie van de Xestoleberididae. De wetenschappelijke naam van de soort is voor het eerst geldig gepubliceerd in 1954 door Triebel.